# Копко, Пётр Максимович
Пётр Максимович Копко (1886, Пшемысль — †1923, Пшемысль) — филолог, сын композитора М. Копко.

## Биография
Родился у Перемышле. Окончив с отличием местную гимназию, получил высшее образование на историко-филологическом факультете Венского университета. Получил степень доктора филологии под руководством известных славистов Ватрослава Ягича и В. Вондрака. Продолжил обучение и начал научную деятельность в Берлине, а затем — в Москве, был лично знаком с академиком А. А. Шахматовым. В 1917 году был выбран доцентом Харьковского университета. Революция, гражданская война и личная трагедия (смерть отца) не позволили П. Копко в полной мере осуществить его научные планы.
В 1922 году он вернулся в родной Перемышль, где на следующий год умер.

## Труды
- Исследование о языке «Бесед на Евангелие Григория Великого» — Львів, 1909
- Исследование о языке Пандектов Антиоха XI в. — Санкт-Петербург, 1915
- Ударение в русском языке (рукопись)
- Krytyczny rozbiór gramatyki narodowej O. Kopczynskiego (1778–1780) — Kraków,1909
- Apostolus Bibliensis saec. XIV (критико-грамматический разбор с воспроизведением полного текста найденного автором в с. Библе, Перемышльского уезда, пергаментного отрывка апостольских чтений местного происхождения). — Відень,1912